# Lozoyuela-Navas-Sieteiglesias
Lozoyuela-Navas-Sieteiglesias es un municipio español de la provincia y Comunidad de Madrid. Su superficie ronda los 52 km² y está situado a 1028 metros de altitud. Este municipio se creó en 1973 a partir de los municipios de los cuales eran cabeza las localidades anteriores, respectivamente los municipios de Lozoyuela, Las Navas de Buitrago y Sieteiglesias, dando lugar a este municipio con nombre compuesto.

## Geografía
Este término municipal está representado en su totalidad en la hoja 484 del mapa topográfico nacional del Instituto Geográfico Nacional de España.

## Historia
Cabe destacar la necrópolis visigoda y la iglesia de Sieteiglesias (siglo XVII) y la iglesia de Lozoyuela (siglo XVI o XVII).

## Demografía
Cuenta con una población de 1483 habitantes (INE 2024).
| Gráfica de evolución demográfica de Lozoyuela-Navas-Sieteiglesias entre 1981 y 2021 |
| |
| Población de derecho según los censos de población del INE Población de hecho según los censos de población del INEEntre el censo de 1981 y el anterior, aparece este municipio porque se fusionan los municipios 28077 (Lozoyuela), 28098 (Las Navas de Buitrago) y 28142 (Sieteiglesias). Sede: Lozoyuela |

## Comunicaciones

### Vías de acceso
Los transportes están fundamentalmente conectados con Madrid.
- Carreteras importantes: 
  - Principales:
    - Autovía A-1 (antigua N-I), Madrid - Burgos salida 66 o 67.

  - Secundarias: 
    - Carretera M-131: Torrelaguna - Lozoyuela. Comunica la N-320 con la autovía A-1 pasando por la localidad de Sieteiglesias (donde se la conoce también como calle Real hasta la rotonda de acceso a la A-1 donde pasa a llamarse avenida de Madrid).
    - Carretera M-604: Puerto de Cotos - Lozoyuela. Comunica la carretera M-601 con la autovía A-1.

  - Locales:
    - Carretera M-913: Lozoyuela - Navas de Buitrago.
    - Carretera M-135: Lozoyuela - Manjirón. También conocida como carretera de Lozoyuela o calle la Serradilla.
    - Carretera M-988: Lozoyuela - Estación de Lozoyuela. También conocida como calle del Prado Empeñado o calle Prado Espinar.

  - Pistas:
    - Calle Peña la Legua: Continuación de la M-913 tras pasar Navas de Buitrago en dirección a Manjirón.
    - Calle Ave María: Comunica Navas de Buitrago con la M-127.
    - Camino de la Cabrera: Comunica Sieteiglesias con la autovía A-1.

### Autobuses
- - Interurbano 191: Madrid (Plaza de Castilla) - Buitrago del Lozoya. Operado por ALSA, el municipio tiene tres paradas en dirección Buitrago del Lozoya y cuatro en dirección Madrid.
    - Interurbano 191E: Buitrago del Lozoya - Cervera de Buitrago. Operado por ALSA, el municipio tiene cinco paradas en dirección Cervera de Buitrago y cuatro en dirección Buitrago del Lozoya. Para en Navas de Buitrago y en Sieteiglesias, funcionando como red interna del municipio.

  - Interurbano 194: Madrid (Plaza de Castilla) - Rascafría. Operado por ALSA, el municipio tiene cuatro paradas de ida y vuelta.
    - Interurbano 194A: Buitrago del Lozoya - Lozoyuela - Rascafría. Operado por ALSA, el municipio tiene cuatro paradas de ida y vuelta.

  - Interurbano 195: Madrid (Plaza de Castilla) - Braojos de la Sierra. Operado por ALSA, el municipio tiene dos paradas de ida y vuelta.
    - Interurbano 195A: Circular Buitrago - Gargantilla (por Lozoyuela). Une las localidades de Buitrago del Lozoya, Lozoyuela, Garganta de los Montes, El Cuadrón, Gargantilla del Lozoya, Pinilla de Buitrago, Navarredonda, San Mamés y Villavieja del Lozoya.
    - Interurbano 195B: Circular Buitrago - Gargantilla (por Villavieja). Igual que la A en sentido contrario.

  - Interurbano 196: Madrid (Plaza de Castilla) - La Acebeda. Tiene seis paradas de ida y vuelta en el municipio, una de ellas en Sieteiglesias.

### Ferrocarril
- - Hasta 1998 dispuso de un servicio de trenes regionales, servido por automotores diésel de la serie 592 de RENFE. Actualmente, la estación de Lozoyuela no presta servicio alguno.

## Educación
En Lozoyuela-Navas-Sieteiglesias hay una guardería pública y un colegio público de educación infantil y primaria C.R.A. Lozoyuela.